# Dolina Raše
Dolina Raše este o arie protejată (sit de importanță comunitară — SCI) din Croația întinsă pe o suprafață de 609,43 ha, integral pe uscat.

## Localizare
Centrul sitului Dolina Raše este situat la coordonatele 45°07′23″N 14°01′26″E / 45.123°N 14.024°E.

## Înființare
Situl Dolina Raše a fost declarat sit de importanță comunitară în iulie 2013 pentru a proteja 4 specii de animale.

## Biodiversitate
Situată în ecoregiunea mediteraneană, aria protejată nu include niciun habitat protejat.
La baza desemnării sitului se află mai multe specii protejate:
- nevertebrate (2): Austropotamobius pallipes, fluturele auriu (Euphydryas aurinia)
- pești (2): Alburnus albidus, Barbus plebejus

Pe lângă speciile protejate, pe teritoriul sitului au mai fost identificate 1 specie de pești.